# Чарноцин (гміна, Казімерський повіт)
Гміна Чарноцин (пол. Gmina Czarnocin) — сільська гміна у східній Польщі. Належить до Казімерського повіту Свентокшиського воєводства.
Станом на 31 грудня 2011 у гміні проживало 4027 осіб.

## Територія
Згідно з даними за 2007 рік площа гміни становила 69.53 км², у тому числі:
- орні землі: 92.00%
- ліси: 1.00%

Таким чином, площа гміни становить 16.46% площі повіту.

## Населення
Станом на 31 грудня 2011:
| Опис     | Загалом | Загалом | Чоловіки | Чоловіки | Жінки | Жінки |
| -------- | ------- | ------- | -------- | -------- | ----- | ----- |
| одиниця  | осіб    | %       | осіб     | %        | осіб  | %     |
| все      | 4027    | 100     | 2006     | 49.81    | 2021  | 50.19 |
| міське   | 0       | 100     | 0        |          | 0     |       |
| сільське | 4027    | 100     | 2006     | 49.81    | 2021  | 50.19 |

## Сусідні гміни
Гміна Чарноцин межує з такими гмінами: Віслиця, Дзялошице, Злота, Казімежа-Велька, Опатовець, Піньчув, Скальбмеж.